# FC Eisenach
Der FC Eisenach ist ein Fußballverein aus der thüringischen Stadt Eisenach mit über 235 Mitgliedern (Stand Juli 2023).

## Geschichte

### Die Anfänge bis 1945 – SC Borussia

Historisches Logo des SC Borussia

Am 1. Dezember 1924 wurde in Eisenach der Sport-Club Borussia gegründet. Die erste Mannschaft spielte in ihrer ersten Punktspielsaison 1925/26 in der 1b-Klasse des Wartburggaues, der zweiten Spielklasse. Schon nach dieser ersten Spielzeit gelang der Aufstieg in die 1a-Klasse des Wartburggaues, der damals höchsten Spielklasse. Dort spielte der SC Borussia bis 1933. In der Spielzeit 1932/33 wurde die Borussia sogar Tabellenführer und wäre als Gaumeister zur Teilnahme an der Mitteldeutschen Fußballmeisterschaft berechtigt gewesen. Aufgrund von Verstößen gegen die Meldebestimmungen des Verbandes Mitteldeutscher Ballspiel-Vereine wurden dem Verein jedoch durch ein Verbandsurteil 13 Punkte abgezogen und der Meistertitel aberkannt. Der SC Borussia Eisenach beendete seine letzte Saison als erstklassiger VMBV-Verein dadurch auf Platz 9.
Nachdem 1933 die Nationalsozialisten die Macht ergriffen hatten, wurden im Zuge der Gleichschaltung auch sämtliche Bereiche des Sports neu organisiert. Als neue höchste Spielklassen wurden 16 Gauligen geschaffen, die für die unteren Spielklassen in Bezirke und diese wiederum in Kreise unterteilt waren. Meister und Zweiter der 1a-Klasse 1932/33 wurden in die neue Bezirksklasse Thüringen des Gaues VI (Mitte) eingruppiert. Nachdem den Eisenachern am grünen Tisch bereits der Meistertitel und damit die Teilnahme an der Mitteldeutschen Meisterschaft aberkannt wurde, bedeutete dies aufgrund der neuen Spielstrukturen zusätzlich den Abstieg in die Drittklassigkeit. In der 1. Kreisklasse Wartburg (ab Sommer 1940 in 2. Klasse umbenannt) spielte der SC Borussia Eisenach bis zur kriegsbedingten Einstellung des Punktspielbetriebes Ende 1944. Nach der Übergabe der Stadt Eisenach an die US-Truppen am 6. April 1945 wurden Veranstaltungen aller Art, also auch Fußballspiele, untersagt.

### 1945 bis 1990 – BSG Motor Eisenach

Logo der BSG Motor Eisenach

Mit dem Kontrollratsgesetz Nr. 2 kam im Oktober 1945 das vorläufige Ende für den SC Borussia; sämtliche bürgerlichen Sportvereine wurden verboten und zwangsaufgelöst. Unter Beteiligung ehemaliger Spieler des SC Borussia Eisenach wurde 1946 die SG Eisenach-West gegründet, die sich im Jahr darauf in SG Wartburg Eisenach umbenannte. Im Sommer 1949 erfolgte die Übernahme als Betriebssportgemeinschaft des Automobilwerkes Eisenach und die Umbenennung zunächst in ZBSG BMW Eisenach und im Juni 1950 in BSG Motor Eisenach. 1954 wurde die BSG Bezirksmeister und stieg damit in die DDR-Liga auf. Dort belegte die Mannschaft in der Saison 1954/55 mit 21:31 Punkten den 10. Tabellenplatz und stieg damit in die neu gegründete II. DDR-Liga ab. 1962 schaffte Motor Eisenach den Wiederaufstieg in die DDR-Liga, wo die Mannschaft bis 1970 spielte und danach als Tabellenvierzehnter in die Bezirksliga abstieg. Es folgte eine Reihe von Auf- und Abstiegen: Zunächst stieg Motor Eisenach 1973 wieder in die DDR-Liga auf, um am Saisonende 1974 als Tabellenvorletzter sofort wieder abzusteigen. Noch einmal konnte 1981 die zweithöchste Spielklasse erreicht werden; am Ende der Saison 1982/83 stieg Motor Eisenach als Tabellenvorletzter endgültig in die Bezirksliga ab.
Als DDR-Ligist war Motor Eisenach automatisch zur Teilnahme am FDGB-Pokal gesetzt – insgesamt 12-mal. Als Gewinner des Bezirkspokals 1985 und 1988 qualifizierte sich die BSG für zwei weitere Pokalteilnahmen. Allerdings kamen die Eisenacher in keiner Pokalsaison über die 2. Hauptrunde hinaus.
In der ewigen Tabelle der DDR-Liga belegt die BSG Motor Eisenach nach insgesamt zwölf Spielzeiten unter 199 Mannschaften den 54. Platz.

### 1990 bis 2011 – SV und FC Wartburgstadt

Logo 1990–1997

Logo 1998–2011

Nach der Wende und dem Ende der Betriebssportgemeinschaft wurde 1990 der Sportverein Wartburgstadt Eisenach gegründet. 1992 schaffte der Verein den Aufstieg in die Landesliga Thüringen, stieg zum Ende der Saison 1993/94 aber wieder in die Bezirksliga ab. Ein Jahr später schaffte der SV Wartburgstadt die Qualifikation für die neugeschaffene Landesklasse, musste 1997 aber erneut in die Bezirksliga absteigen.
Die Fußballabteilung des SV Wartburgstadt Eisenach ging ab 1. Juli 1998 als FC Wartburgstadt Eisenach eigene Wege. Am letzten Spieltag der Saison 2006/07 wurde der FCW schließlich Tabellenführer und machte nach zehn Jahren Bezirksliga den Wiederaufstieg zur Landesklasse perfekt. In der folgenden Saison gelang den Eisenachern der Klassenerhalt auf Platz 7 der Abschlusstabelle. Während der FCW in der Spielzeit 2008/09 gegen den Abstieg spielte und auf Tabellenplatz 14 nur deshalb keine Relegationsspiele um den Klassenerhalt bestreiten musste, weil der SV 08 Steinach seine Mannschaft zurückzog, verlief die Landesklasse-Saison 2009/10 wesentlich erfolgreicher: Die gesamte Spielzeit über belegten die Eisenacher Plätze in der oberen Tabellenhälfte und spielten bis wenige Spieltage vor Saisonende um den Aufstieg mit. Der FC Wartburgstadt beendete die Saison auf Tabellenplatz 4.
Für die Saison 2010/11 gab der Vereinsvorstand den Aufstieg zur Thüringenliga als Ziel aus. Hierzu verpflichtete der FC Wartburgstadt das Trainergespann der Oberliga-Mannschaft des FC Rot-Weiß Erfurt, Albert Krebs und seinen Co-Trainer Uwe Abel. Bereits am vorletzten Spieltag standen die Eisenacher als Meister der Landesklassestaffel Nord und Aufsteiger zur Thüringenliga fest. Daneben konnte mit dem Einzug in das Halbfinale des Thüringenpokals ein weiterer Erfolg verbucht werden. Dort unterlag der FCW dem Landesligisten 1. SC 1911 Heiligenstadt im Elfmeterschießen.

### Seit 2011 – FC Eisenach
Zur Saison 2011/12 schloss sich der FC Wartburgstadt mit dem unterklassigen Verein SG Hörseltal Stedtfeld sowie der Fußballabteilung des ESV Lokomotive Eisenach zum neuen Verein FC Eisenach zusammen. Als Aufsteiger belegte der fusionierte Verein in der Thüringenliga in diesem Spieljahr den 9. Tabellenplatz. In der Saison 2013/14 gelang als Meister der Thüringenliga der souveräne Aufstieg in die Oberliga Nordost/Staffel Süd. Trainer in der Saison 2014/15 war Daniel Reich. In der Oberligasaison 2014/15 spielte der FC Eisenach im heimischen Wartburgstadion Ende November 2014 gegen den 1. FC Lokomotive Leipzig vor 1.620 Zuschauern, womit ein neuer Zuschauerrekord aufgestellt wurde. Der 1. FC Lokomotive Leipzig gewann das Spiel mit 4:1. Zum Saisonabschluss im Juni 2015 kündigte sich Zweitligaaufsteiger MSV Duisburg zu einem Testspiel in Eisenach an.
Die Oberliga-Saison 2015/16 beendete Eisenach als abgeschlagener Tabellenletzter. Es folgte, begleitet von finanziellen Schwierigkeiten, eine sportliche Talfahrt, die Ende der Saison 2022/23 mit dem Abstieg in die achtklassige Kreisoberliga ihr vorläufiges Ende fand. Dennoch gelang es dem Verein, seine Schulden abzubauen, so dass in der Kreisoberliga-Saison 2023/24 ein sportlicher Neuanfang stattfinden soll.

## Spielstätten

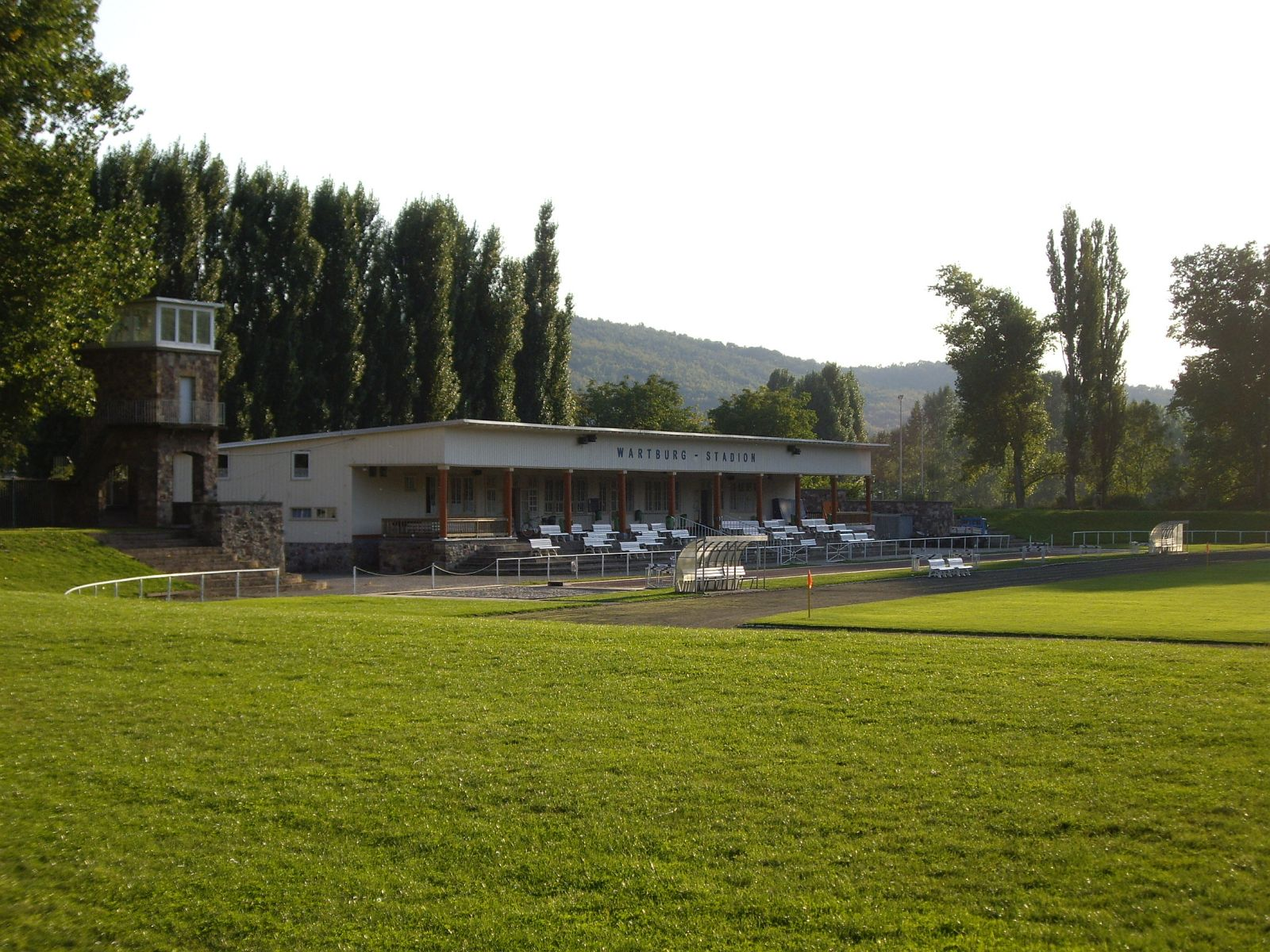
Das Wartburg-Stadion

Der erste Spielort des SC Borussia Eisenach war der Militärsportplatz Katzenaue. Der Hartplatz existiert heute noch, er dient als Ausweichort, wenn der Hauptplatz witterungsbedingt nicht bespielbar ist.
Am 8. August 1926 wurde der erste eigene Sportplatz des SC Borussia eingeweiht; das Eröffnungsspiel gegen den VfB Rudolstadt wurde mit 4:2 gewonnen. Der Platz befand sich auf dem Gelände des Ziegeleibetriebes im Norden der Stadt, direkt an der Straße nach Stregda und existiert heute nicht mehr.
Anfang 1930 wurde an der damaligen Creuzburger Chaussee (heute Kasseler Straße, Teil der Bundesstraße 84) ein neuer Sportplatz fertiggestellt. Nutzer war zunächst die Freie Sportvereinigung des ATSB. Nach dem Verbot der Arbeitersportverbände durch die Nationalsozialisten im Jahre 1933 übernahm der SC Borussia den enteigneten Sportplatz ab Mitte der 30er Jahre. Nach dem Krieg wurde der Platz als „Sportstätte des Friedens“ von der BSG Motor und ihren Vorgängern weiter genutzt. Auch nach der Eröffnung des Wartburgstadions 1955 fanden hier noch eine Zeitlang Liga-Spiele statt. Danach wurde das Wartburgstadion zur Heimstätte der BSG Motor; bis in die frühen 90er Jahre diente die Sportstätte des Friedens aber als Ausweichplatz und vor allem als Trainings- und Wettkampfort der Nachwuchsmannschaften. Im Januar 1994 führte Geldmangel zur Schließung des Platzes und er verfiel. Nach dem Abriss der Tribüne und aller Außenanlagen zeugt heute nur noch eine freie Fläche von dem einstigen großen Sportplatz.
Die Heimstätte des FC Eisenach ist das Wartburg-Stadion. Als dort vom Sommer 2010 bis Frühjahr 2011 aufgrund von umfangreichen Sanierungsarbeiten keine Spiele stattfinden konnten, wich der FC Wartburgstadt nochmals für seine Heimspiele auf die benachbarte Sportstätte der Freundschaft aus.

## Ehemalige bekannte Trainer
- Albert Krebs
- Martin Schwendler
- Horst Weigang
- Jürgen Heun